# Maravilha (kommun i Brasilien, Santa Catarina)
Maravilha är en kommun i Brasilien.   Den ligger i delstaten Santa Catarina, i den södra delen av landet, 1 300 km söder om huvudstaden Brasília. Antalet invånare är 22 104.
Trakten runt Maravilha består till största delen av jordbruksmark. Runt Maravilha är det ganska glesbefolkat, med 43 invånare per kvadratkilometer.